# 吴光亮墓
吴光亮墓，位于中国广东省清远市英德市黎溪镇五十岭村，为清远市英德市的一个市级文物保护单位，类型为古墓葬，公布时间为1995年12月。
吴光亮墓的历史年代为清代。